# Lonchorhyncha ecuadoria
Lonchorhyncha ecuadoria is een vliesvleugelig insect uit de familie Colletidae. De wetenschappelijke naam van de soort is voor het eerst geldig gepubliceerd in 1925 door Friese.